# Língua uaurá
A língua wauja ([waˈuʐa] ou [waˈuʂa]), também conhecida como uaurá ou waurá (nomes não reconhecidos pelo povo), é uma língua da família arawak falada no Parque Indígena do Xingu, localizado no estado do Mato Grosso, Brasil.
A língua conta com aproximadamente 672 falantes, divididos em três aldeias, porém apenas uma delas é reconhecida pela Fundação Nacional dos Povos Indígenas (FUNAI). No cotidiano, a língua wauja é o principal meio de comunicação usado pela população, o que mostra uma situação privilegiada quando comparada a outras populações indígenas. O uso do wauja perde espaço para a língua portuguesa apenas no ambiente escolar e dentro de cidades próximas.
Dentro da família arawak, uma característica marcante é a morfologia aglutinante com aspectos polissintéticos, o que se mostra presente na língua wauja. Graças às similaridades com a língua mehinako, elas já foram classificadas como uma única língua, porém hoje são conhecidas como idiomas diferentes.

## Etimologia
O termo wauja é um endônimo que significa "nossa cuia", referindo-se aos instrumentos utilizados pelo povo, famosos pela sua habilidade com cerâmica. Esses instrumentos auxiliam na alimentação, funcionando como uma colher, usada pelas mulheres para servir a comida para os demais. Esse objeto demonstrando grande importância simbólica e cultural.
A população wauja evita sofrer influência da sociedade exterior para manter sua identidade, incentivando muito o conhecimento da própria cultura. Aspectos culturais como a cuia são extremamente importantes para a manutenção desses conhecimentos. Isso reflete uma grande ligação entre os símbolos culturais e a vivência cotidiana desse povo.

## Distribuição
Os falantes língua wauja encontra-se limitados geograficamente às 3 aldeias do povo, Piyulaga, Piyuluene e Ulupuene, localizadas no Parque do Xingu. Todos os indivíduos da população, desde cedo, são introduzidos à língua mãe devido à sua importância na vivência desse povo, ou seja, apresenta uma taxa de falantes nativos de 100%, fator que contribui para a língua permanecer em atividade.
Línguas relacionadas
Graças à proximidade geográfica dos wauja com os povos mehinaku e os yawalapiti (kustenau é considerada uma língua extinta), existe um intercâmbio linguístico muito forte. Em relação ao alfabeto, os mehinaku e os wauja apresentam o mesmo segmento vocálico e muitas consoantes em comum, como consequência, a grafia de diversas palavras acaba sendo muito semelhante ou até idêntica. Também contam com empréstimos da língua portuguesa em algumas palavras.
Segue uma lista de comparação de algumas palavras na língua portuguesa, língua wauja e língua mehinako, respectivamente:
| Português | Wauja       | Mehinaku        |
| --------- | ----------- | --------------- |
| peneira   | mana        | mana            |
| lixo      | meyei       | meyei           |
| corda     | nutaí       | nunutai         |
| brinquedo | mahintxulai | masikulai       |
| balanço   | balãsu      | (não conhecida) |

Mapa de línguas Arawak
|           | Atlântico                                                                                                  |
|           | |
|           | Guaporé-Tapajós                                                                                            |
|           | |
| ㅤXinguㅤ | \| \| Wauja \| \| \| \| \| \| Mehinaku \| \| \| \| \| \| Yawalapiti \| \| \| \| \| \| Kustenau \| \| \| \| |
|           | \| \| Wauja \| \| \| \| \| \| Mehinaku \| \| \| \| \| \| Yawalapiti \| \| \| \| \| \| Kustenau \| \| \| \| |
|           | Waraikuㅤ                                                                                                  |
|           | |
|           | Wauja |
|           | |
|           | Mehinaku                                                                                                   |
|           | |
|           | Yawalapiti                                                                                                 |
|           | |
|           | Kustenau                                                                                                   |
|           | |

|  | Wauja      |
|  |            |
|  | Mehinaku   |
|  |            |
|  | Yawalapiti |
|  |            |
|  | Kustenau   |
|  |            |

|           | Atlântico                                                                                                  |
|           | |
|           | Guaporé-Tapajós                                                                                            |
|           | |
| ㅤXinguㅤ | \| \| Wauja \| \| \| \| \| \| Mehinaku \| \| \| \| \| \| Yawalapiti \| \| \| \| \| \| Kustenau \| \| \| \| |
|           | \| \| Wauja \| \| \| \| \| \| Mehinaku \| \| \| \| \| \| Yawalapiti \| \| \| \| \| \| Kustenau \| \| \| \| |
|           | Waraikuㅤ                                                                                                  |
|           | |
|           | Wauja |
|           | |
|           | Mehinaku                                                                                                   |
|           | |
|           | Yawalapiti                                                                                                 |
|           | |
|           | Kustenau                                                                                                   |
|           | |

|  | Wauja      |
|  |            |
|  | Mehinaku   |
|  |            |
|  | Yawalapiti |
|  |            |
|  | Kustenau   |
|  |            |

|           | Atlântico                                                                                                  |
|           | |
|           | Guaporé-Tapajós                                                                                            |
|           | |
| ㅤXinguㅤ | \| \| Wauja \| \| \| \| \| \| Mehinaku \| \| \| \| \| \| Yawalapiti \| \| \| \| \| \| Kustenau \| \| \| \| |
|           | \| \| Wauja \| \| \| \| \| \| Mehinaku \| \| \| \| \| \| Yawalapiti \| \| \| \| \| \| Kustenau \| \| \| \| |
|           | Waraikuㅤ                                                                                                  |
|           | |
|           | Wauja |
|           | |
|           | Mehinaku                                                                                                   |
|           | |
|           | Yawalapiti                                                                                                 |
|           | |
|           | Kustenau                                                                                                   |
|           | |

|  | Wauja      |
|  |            |
|  | Mehinaku   |
|  |            |
|  | Yawalapiti |
|  |            |
|  | Kustenau   |
|  |            |

|           | Atlântico                                                                                                  |
|           | |
|           | Guaporé-Tapajós                                                                                            |
|           | |
| ㅤXinguㅤ | \| \| Wauja \| \| \| \| \| \| Mehinaku \| \| \| \| \| \| Yawalapiti \| \| \| \| \| \| Kustenau \| \| \| \| |
|           | \| \| Wauja \| \| \| \| \| \| Mehinaku \| \| \| \| \| \| Yawalapiti \| \| \| \| \| \| Kustenau \| \| \| \| |
|           | Waraikuㅤ                                                                                                  |
|           | |
|           | Wauja |
|           | |
|           | Mehinaku                                                                                                   |
|           | |
|           | Yawalapiti                                                                                                 |
|           | |
|           | Kustenau                                                                                                   |
|           | |

|  | Wauja      |
|  |            |
|  | Mehinaku   |
|  |            |
|  | Yawalapiti |
|  |            |
|  | Kustenau   |
|  |            |

## História
Investigações arqueológicas de estudiosos como Dole e Heckenberger apontam que alguns grupos étnicos que hoje residem no Xingu vieram do sudoeste da bacia amazônica e estabeleceram-se no estado Mato Grosso entre os anos de 800 e 900 depois de uma migração de motivo desconhecido. Existem poucas informações sobre a história linguística dessa população, visto que os estudos linguísticos dela são recentes e os registros anteriores a esses estudos são superficiais ou inexistentes.
O primeiro registro sobre os wauja foi em 1884, registrado pelo etnólogo Karl Von den Steinen em sua primeira expedição na região Centro-Oeste do Brasil. Com anotações de diversos grupos indígenas, as obras do etnólogo tinham maior foco em retratar questões culturais e a organização social dos povos, ou seja, com poucas informações sobre a história e evolução da língua, o que mostra-se insuficientes para a realização de um estudo comparativo na atualidade.
Dentro da aldeia de Piyulaga encontra-se a EEIEB Piyulaga (Escola Estadual Indígena de Educação Básica Piyulaga), a única escola dos wauja, que possui um projeto pedagógico intercultural e multilíngue. Dessa forma, busca manter as tradições culturais e linguísticas, usando a escrita como principal forma de registro do povo, estimulando também o respeito entre diferenças culturais.
O ambiente escolar é precário, possuindo apenas três salas voltadas aos 3°, 4° e 5° anos do Ensino Fundamental. Atualmente, o material pedagógico destinado aos alunos é fornecido pelo Governo do Estado do Mato Grosso. Ainda não existe nenhum material específico voltado para o aprendizado da língua wauja, fazendo com que alguns professores criassem um projeto voltado à esse objetivo, que segue ainda não finalizado.

## Fonologia

### Consoantes
O inventário fonológico dos wauja conta com 15 segmentos consonantais, advindos originalmente de 24 fones, que, em alguns casos, acabam por não ter distinção a não ser na vibração das cordas vocais, o que pode considerar alguns fones como alófones (variações fonéticas) de outros. Como exemplo, é possível observar os fones oclusivos bilabiais desvozeado [p], aspirado [pʰ] e vozeado [b], definindo /p/ como fonema e os demais como seus alófonos.
|             | Bilabial | Alveolar | Pós-alveolar | Retroflexa | Palatal | Velar | Uvular | Glotal |
| ----------- | -------- | -------- | ------------ | ---------- | ------- | ----- | ------ | ------ |
| Oclusiva    | p        | t        |              |            |         | k     | ɢ      |        |
| Africadas   |          | ts       | tʃ           |            |         |       |        |        |
| Fricativas  |          | z        |              | ʐ          |         |       |        | h      |
| Nasais      | m        | n        |              |            |         |       |        |        |
| Lateral     |          | l        |              |            |         |       |        |        |
| Tepe        |          | ɾ        |              |            |         |       |        |        |
| Aproximante | w        |          |              |            | j       |       |        |        |

Além das consoantes apresentadas na tabela, também existem os segmentos [ʔ], [β] e [ɲ], não sendo considerados consoantes pela possibilidade de substituição por outro segmento sem perda de sentido, como [ɲ] pode ser substituído por [j] ou [β] pode ser substituído por [w], ou pela falta de evidências para determinação do status fonológico, como [ʔ], que ocorre em contextos específicos e tem sua ocorrência previsível.
| Vozeados | Aspirados | Desvozeados |
| -------- | --------- | ----------- |
| b        | pʰ        | p           |
|          | tʰ        | t           |
| ʐ        |           | ʂ           |
|          | kʰ        | k           |
| z        |           | s           |

### Vogais
Assim como nas consoantes, dentro das vogais existe a ocorrência de diversas variações. O inventário fonológico conta com 5 vogais e 22 fones, que podem se diferenciar em orais, nasais e longos.
|               | Anterior | Central | Posterior |
| ------------- | -------- | ------- | --------- |
| Alta          | i        | ɨ       | u         |
| Média Fechada | e        |         |           |
| Média Aberta  |          |         |           |
| Baixa         |          | a       |           |

|               | Anterior    | Central  | Posterior   |
| ------------- | ----------- | -------- | ----------- |
| Alta          | i, ĩ, i:, ɪ | ɨ, ɨ̃, ɨ: | u, ũ, u:, ʊ |
| Média Fechada | e, ẽ, e:    | ə        |             |
| Média Aberta  | ɛ, ɛ̃, ɛ:    | ɐ        |             |
| Baixa         |             | a, ã, a: |             |

Existem dois tipos nasalização dentro do grupo das vogais, a fraca ou leve, quando as consoantes nasais precedem vogais, e a forte ou pesada, que ocorre sem consoantes nasais. Além disso, ainda são encontradas as vogais longas (caracterizadas pelo uso de ":"), porém, dentro das informações existentes sobre a língua wauja, existem apenas duas frases em que a troca pela vogal longa resulte em contraste. Dessa forma, esses registros são insuficientes para que as vogais longas sejam consideradas como fonemas ao invés de alófones.
Para melhor entendimento, seguem exemplos abaixo:
|                      | Vogal | Wauja    | Português |
| -------------------- | ----- | -------- | --------- |
| Nasalização leve     | [ũ]   | [nũta'i] | "corda"   |
| Nasazalização pesada | [ɨ̃]   | [ɨ̃:'taj] | "arco"    |

|             | Vogal | Wauja     | Português        |
| ----------- | ----- | --------- | ---------------- |
| Contraste 1 | [i]   | [wi'tʃa]  | baixo            |
| Contraste 1 | [i:]  | [wi:'tʃa] | assovio (vento)  |
| Contraste 2 | [ɨ]   | [wɨ'ka]   | torrar beiju     |
| Contraste 2 | [ɨ:]  | [wɨ:'ka]  | assovio (pessoa) |

### Fonotática
Inicialmente, as consoantes devem ser divididas em dois grupos, C1, que corresponde às consoantes que aparecem na posição inicial das palavras, e C2, que corresponde às que aparecem nas posições medial e final das palavras. De todas as consoantes, apenas as que não ocorrem em posição inicial de palavras são /ɢ/, /ɾ/ e /l/ (que, na verdade, até podem ocorrer no início de palavras, porém apenas em empréstimos do português).
Além disso, as sílabas fonológicas sempre devem possuir pelo menos um segmento vocálico, podendo ter um núcleo simples (V) ou ramificado (Vg), que ocorre quando há o encontro de uma vogal com a consoante aproximante bilabial /w/ ou palatal /j/, representadas pelo "g". Quando analisados os padrões silábicos CV e V, nota-se que o padrão CV mostra-se mais produtivo, o que o levou a ser classificado como padrão silábico universal da língua wauja no estudo realizado por Clements e Keyser (1983).
Para melhor entendimento, seguem os moldes silábicos "C1V", "C2V" e "CVg":
| C1 | /p/,/t/,/ts/,/tʃ/,/k/,/h/,/s/,/ʐ/,/m/,/n/,/w/,/j/ |
| V  | /a/,/e/,/i/,/ɨ/,/u/                               |

| C2 | /p/,/t/,/ts/,/tʃ/,/k/,/h/,/s/,/ʐ/,/m/,/n/,/w/,/j/,/ɢ/,/ɾ/,/l/ |
| V  | /a/,/e/,/i/,/ɨ/,/u/                                           |

| C  | /p/,/t/,/ts/,/ɢ/,/ʐ/,/m/,/n/,/l/,/ɾ/ |
| Vg | V(/a/,/e/,/i/,/ɨ/,/u/) g(/j/,/w/)    |

Como é possível ver, nem todas as consoantes podem ser usadas antes de um vogal de núcleo ramificado.

### Prosódia
Por mais que sejam raras, palavras monossilábicas aparecem em wauja. Nesse caso, todas as palavras monossilábicas são consideradas tônicas.
Por outro lado, nas palavras com duas ou mais sílabas a tonicidade é indefinida, pois serve como meio para diferenciar os significados de mesmas palavras. A grande maioria das palavras possui duas sílabas, em que qualquer uma das duas pode ser a tônica, ou seja, a tonicidade é "livre".
Já nas palavras trissilábicas, a tonicidade sempre cairá na penúltima sílaba, ou seja, é "fixa" nesse grupo de palavras.
Ademais, a tonicidade de uma palavra também pode ser alterada com a adição de um sufixo monossilábico, deslocando-a para a última sílaba da palavra.

## Ortografia
O sistema de escrita wauja é derivado do alfabeto latino, e, assim como o português, é lido da esquerda para a direita. Composto por 15 consoantes e 5 vogais, o alfabeto wauja não possui letras maiúsculas. Esse sistema é adotado pelos professores que atuam na Escola de Piyulaga, mas, algumas mudanças entre a grafia de crianças e adultos pode ser vista, como é apresentado no "o", que os adultos têm a preferência por usar "o", para diferenciá-lo do "o" tradicional da língua portuguesa, porém alguns do público mais jovem acham isso desnecessário, visto que a vogal [o] não existe no wauja.
| Wauja                                  | AFI | Exemplo                        |
| -------------------------------------- | --- | ------------------------------ |
| a                                      | a   | caneta                         |
| e                                      | ɛ   | peste                          |
| i                                      | ɪ   | ouvido                         |
| o                                      | ɨ   | pɨa ("trilha" em tupi moderno) |
| u                                      | u   | urso                           |
| g                                      | ɢ   | galão                          |
| r                                      | ɾ   | touro                          |
| ỹ                                      | ɲ   | Rainha                         |
| x                                      | tʃ  | tchau                          |
| j                                      | ʐ   |                                |
| w (antes de vogal) w (depois de vogal) | w u | wafer show                     |
| y (antes de vogal) i (depois de vogal) | j   | iogurte maior                  |
| p                                      | p   | mapa                           |
| t                                      | t   | pote                           |
| ts                                     | ts  | pizza                          |
| k                                      | k   | casa                           |
| s                                      | s   | sofá                           |
| h                                      | h   | carro                          |
| m                                      | m   | moer                           |
| n                                      | n   | nadar                          |
| l                                      | l   | lança                          |

## Gramática

### Pronomes

#### Pronomes pessoais
O wauja apresenta três pronomes pessoais no singular, referentes às primeira, segunda e terceira pessoa, e três no plural, também referentes às primeira, segunda e terceira pessoa, totalizando assim 6 pronomes pessoais. Além disso, também são usados prefixos pronominais  para demarcar as pessoas do discurso em verbos, tornando a presença dos pronomes pessoais optativa, geralmente usada para dar mais ênfase. Caso o contexto comunicativo seja de perguntas e respostas, quando feita uma pergunta, o uso dessas marcações restringe-se apenas aos pronomes, enquanto situações de resposta podem pode ser usado tanto o prefixo quanto o pronome.
No caso da terceira pessoa, não existe um prefixo, ou seja, é necessário o uso do pronome para a distinção de número. Os prefixos também apresentam alomorfes, podendo aparecer de diferentes maneiras. Segue uma tabela com os pronomes pessoais, seus respectivos prefixos e alomorfes:
| Pronomes Pessoais | Pessoa      | Prefixos | Alomorfes                                 |
| ----------------- | ----------- | -------- | ----------------------------------------- |
| /'natu/ 1s        | "eu"        | {nu-}    | \|n-\|, \|nɨ-\|                           |
| /'pitsu/ 2s       | "você"      | {pi-}    | \|p-\|, \|pɨ-\|                           |
| /'ʐa/ 3s          | "ele/ela"   | {∅-}     | -                                         |
| /'ajtsu/ 1p       | "nós"       | {aj-}    | \|a-\|, \|aw-\|, \|ew-\|, \|aɨ-\|, \|i-\| |
| /'jitsu/ 2p       | "vocês"     | {ji-}    | \|j-\|, \|je-\|, \|jɨ-\|, \|ju-\|         |
| /'nala/ 3p        | "eles/elas" | {∅-}     | -                                         |

#### Pronomes possessivos
Os pronomes possessivos em wauja são na verdade prefixos que indicam posse, então se assemelham muito aos prefixos variados dos pronomes pessoais. Os nomes podem ser considerados como alienáveis, aqueles em que pode ou não existir a posse, atribuído, por exemplo, a objetos, e inalienáveis, aqueles em que a posse é obrigatória, como em partes do corpo. No caso da falta de especificação de um possuidor em um nome inalienável, deve ser usado o sufixo {-j}.
Em oposição aos prefixos dos pronomes pessoais, existe uma indicação de posse para a terceira pessoa, sem distinguir singular de plural. Assim, o entendimento acaba dependendo exclusivamente da situação comunicativa. Segue uma tabela dos prefixos de posse.
| Pessoa e número | Prefixos possessivos |
| --------------- | -------------------- |
| 1° singular     | {nu-}                |
| 2° singular     | {pi-}                |
| 1° plural       | {a-}                 |
| 2° plural       | {ji-}                |
| 3° pessoa       | {ɨ-}                 |

#### Pronomes demonstrativos
Os estudos atuais apontam a existência de apenas dois pronomes demonstrativos em wauja, referindo-se a dois graus de distância entre o falante e o outro na comunicação. Esses pronomes são /'kata/, que significa "esse(a)" e /'kala/, que significa "aquele(a)". Sua ocorrência geralmente é no início de frases, porém sua ordem não é fixa.

### Substantivos

#### Número
Representando seres animados ou inanimados, os nomes em wauja não apresentam marcas de singular, dual ou plural, dependendo da utilização de expressões númericas, quantificadores ou sufixos coletivizadores para essa determinação. Em relação aos quantificadores, existem apenas dois, /ahã'tãj/, que indica "pouco" e /kijã'kã/, que indica "muito". Segue uma tabela indicando os sufixos coletivizadores existentes.
| Inanimados |             | {-taku}/{-tsaku} | plantação/conjunto                             |
| Animados   | Não-humanos | {-pahɨ}          | conjunto de animais                            |
| Animados   | Não-humanos | {-tupa}          | conjunto de animais com localização específica |
| Animados   | Humanos     | {-nãw}           | grupo                                          |

### Verbos
Existe forte presença de sufixos e prefixos no contexto verbal em wauja. Enquanto os prefixos são exclusivamente pronominais, vistos anteriormente, os sufixos podem expressar o tempo, modo e aspecto do verbo. O verbo pode ser intransitivo, precisando apenas um sujeito, ou transitivo, precisando de mais de um sujeito.
Os sufixos de tempo marcam o presente, o passado e o futuro, enquanto os de aspecto podem ser perfectivos ou imperfectivos, relacionando-se ao andamento de uma ação, podendo ela estar concluída, como é o caso do perfectivo, ou em andamento, como é o caso do imperfectivo. O imperfectivo pode indicar duas circunstâncias, uma se referindo a uma ação contínua e outra se referindo a um hábito, existindo distinção na marcação.
O modo de um verbo pode ser determinado pela presença ou não de sufixos. Caso exista um sufixo indicando tempo ou aspecto, o verbo encontra-se no indicativo, caso contrário, ou seja, não existam sufixos que indiquem tais marcas, o verbo encontra-se no imperativo positivo, também podendo aparecer na forma negativa caso seja acrescentada a palavra /a'mijaN/ no início da frase imperativa.
Segue a tabela de sufixos que definem tempo e aspecto:
| Tempo   | Presente     |          | {-∅}   |
| Tempo   | Passado      | {-unɨ}   |        |
| Tempo   | Futuro       | {-we}    |        |
| Aspecto | Perfectivo   |          | {-wiu} |
| Aspecto | Imperfectivo | Contínuo | {-paj} |
| Aspecto | Imperfectivo | Habitual | {-∅}   |

### Sentença
A ordem dos constintuintes em wauja segue o padrão SVO, não sendo afetado independentemente da natureza das sentenças ou orações. Além disso, o padrão sintático predominante em wauja é o acusativo, ou seja, o sujeito dos verbos transitivos e intransitivos se assemelham, diferindo apenas do objeto.

## Vocabulário

### Sistema de numeração
As informações sobre o sistema de numeração wauja são escassas, apresentando apenas a contagem dos números de 1 até 10. A base numérica é 5, pois a contagem baseia-se nas mãos do corpo humano, ou seja, quando esse valor é ultrapassado, os números seguintes são representados como a soma de cinco com outro número.
Segue uma tabela apresentando os números:
| Wauja                     | Números |
| ------------------------- | ------- |
| [pa'wã]                   | um      |
| [me'pi'jãwã]              | dois    |
| [ka'mãwã'kula]            | três    |
| [me'pijã'wã'wãka]         | quatro  |
| [pawɨʐũ'kũ]               | cinco   |
| [pa'wã tapu'ta]           | seis    |
| [me'pijã'wã tapu'ta]      | sete    |
| [ka'mãwã'kula tapu'ta]    | oito    |
| [me'pijã'wã'wãka tapu'ta] | nove    |
| [pa'wãʐu'kũ pa'wãʐu'kũ]   | dez     |

### Expressões em wauja
Segue uma tabela com algumas expressões em wauja.
| Wauja                             | Português                      |
| --------------------------------- | ------------------------------ |
| pixutowiu!                        | Bom dia!/Boa tarde!/Boa noite! |
| pawojotai?                        | Tudo bem?                      |
| katsa umapai pixupona?            | Qual é seu nome?               |
| katsa itsakalapai pixamokaliu?    | Quantos anos você tem?         |
| ayiu!                             | Vamos!                         |
| katsa patukutapaii?               | O que você quer?               |
| aya nitsenu                       | Vamos comigo                   |
| kanatsa pitsu?                    | De onde você é?                |
| nukupona (nome)                   | Meu nome é (nome)              |
| piiyigou?                         | Pode pegar?                    |
| anumana                           | Vem aqui                       |
| awojojopai nipitsi naixapai maiki | Eu gosto de comer pamonha      |
| piyapé payãku ujupai?             | Você vai para casa hoje?       |